# Termini de recuperació
El termini de recuperació o període d'amortització, també conegut en anglès com a payback period, és un mètode estàtic d'avaluar inversions. És el temps que ha de transcórrer en un projecte d'inversió per tal de recuperar el desemborsament inicial, tenint en compte tots els cobraments i pagaments.
Doncs, de manera simplificada: si la inversió inicial és de 1200 euros i que el flux de caixa anual és de 400 euros, el termini de recuperació és tres anys.
El criteri de selecció d'inversions mitjançant el termini de recuperació estableix que el projecte més aconsellable és aquell en què el termini de recuperació és més curt, és un mètode senzill, que tot i no especialistes comprenen el raonament. Com cada mètode de càlcul econòmic té inconvenients. Primer, els fluxos de caixos futurs sempre són estimacions. També, aquest criteri no té en compte els fluxos de caixa, negatius o positius que la inversió inicial pot produir després del moment en què es recupera el desemborsament inicial. En mantenir tots els factors iguals, pot tenir un sentit si el termini queda concebible. Ans al contrari, quan al càlcul del termini de recuperació, per exemple, per a la construcció d'una central nuclear es fa noms a mitjà termini com es solia fer, el criteri esdevé matemàticament absurd, com que període de semidesintegració de les deixalles és quasi infinit.